# Аввакум Петров
Авва́кум Петро́в, также Авваку́м или Авваку́м Петро́вич (25 ноября (5 декабря) 1620, Григорово, Нижегородский уезд — 14 (24) апреля 1682, Пустозерск) — священник Русской церкви, протопоп, писатель (автор автобиографического Жития протопопа Аввакума, ряда полемических сочинений и посланий единомышленникам).
В конце 1640-х — начале 1650-х годов — протопоп города Юрьева-Повольского, участник влиятельного Кружка ревнителей благочестия, друг и соратник будущего патриарха Московского Никона, также входившего в этот кружок; впоследствии противник церковной реформы, начатой патриархом Никоном и царём Алексеем Михайловичем, идеолог и наиболее видный деятель старообрядчества в период его возникновения. За свою религиозную деятельность был сослан, заточён в тюрьму и в итоге казнён.
В старообрядчестве на протяжении всей его истории являлся авторитетной и знаковой фигурой и почитается как священномученик и исповедник.
Долгое время сочинения Аввакума были известны только старообрядцам. В XIX—XX веках творчество Аввакума (прежде всего «Житие», а затем и другие сочинения) было опубликовано для широкого круга читателей и стало считаться одним из наиболее ярких памятников древнерусской литературы.

## Жизнь
Происходил из семьи потомственного приходского священника Петра, сына Кондратьева. Родился под Нижним Новгородом за рекой Кудьмой, в селе Григорове. В 15-летнем возрасте лишился отца. По указанию матери женился в 17 лет на обедневшей четырнадцатилетней сироте, дочери кузнеца Анастасии Марковне.
В 1642 году Аввакум был рукоположён в диаконы, в 1644 году — поставлен в попы, став священником села Лопатищи близ Макарьева (ныне село располагается на территории Чернышихинского сельсовета в Кстовском районе Нижегородской области). Здесь определилась в нём та строгость убеждений, которая определила в дальнейшем его подвижничество и аскетизм — прихожан своих Аввакум беспрерывно уличал и стыдил за разные пороки, а священников — за плохое исполнение церковных правил и предписаний.
В 1648 году Лопатищи посетил воевода Василий Шереметев. Ему пожаловались на самоуправство Аввакума, после чего Шереметев призвал его к себе и, ограничившись разговором, хотел отпустить, велев на прощание благословить своего сына Матвея. Но Аввакум, увидев, что Матвей брил бороду, отказался, и Шереметев, недовольный отказом, приказал бросить Аввакума в Волгу, но священнику удалось спастись.

### Москва и назначение в Юрьевец
После двух вынужденных бегств из Лопатищ в Москву, Аввакум был назначен протопопом в Юрьев-Повольский (ныне Юрьевец Ивановской области). Назначение протопопом в такой важный город, входящий в патриаршую область, было знаком большого доверия и уважения со стороны царя Алексея Михайловича. Это произошло благодаря усилению позиций «ревнителей благочестия», к которым принадлежал и Аввакум.

### Юрьевец
В Юрьевец Аввакум поехал со многочисленным семейством, намереваясь обосноваться надолго. Прибыв в город, он с огорчением заметил, что в нём нет ни благочестия, ни порядка. Скоморохи устраивали свои представления, хотя в 1648 году царь запретил скоморошество. Около Богоявленской церкви кликушествовали лжепророки. В церковь многие и вовсе дорогу забыли.Аввакум рьяно взялся наводить порядки, и, по свидетельствам краеведов, действовал он следующим образом: «Встаёт он рано. До заутрени проповедует. Затем, не дожидаясь звонаря, сам бежит на колокольню. После службы берет у воеводы пушкарей и идет по посаду. Провинившихся попов бьет и за бороды таскает. Боярских детей из корчмы разгоняет».Также в Юрьевце Аввакум столкнулся с тем, что жители города не отличались благочестием: жили невенчанными, работали в субботу, брили бороды, в церквях был шум и беспорядок, процветали пьянство, скоморошество и языческие обряды. Аввакум также критиковал местное духовенство за небрежное служение, пьянство и моральную распущенность.
В своей деятельности в Юрьевце Аввакум был очень строг: проводил длинные службы, наказывал нарушителей, боролся с пьянством и другими «греховными» проявлениями. Он призывал прихожан проводить свободное время в молитве и труде.

### Возвращение в Москву
Около 1651 года, после около восьми недель пребывания в Юрьевце, Аввакум был вынужден бежать от возмущённой паствы в Москву, где был избит и едва спасся. По словам самого Аввакума, «Дьявол научил попов, и мужиков, и баб, — пришли к патриархову приказу… среди улицы били батожьем и топтали; и бабы были с рычагами. Грех ради моих, замертва убили и бросили под избной угол». В Москве Аввакум Петрович, считавшийся учёным и лично известный царю, находился в дружеских отношениях с царским духовником Стефаном Вонифатьевым, участвовал в проводимой при патриархе Иосифе «книжной справе». Жил он у своего друга, протопопа Казанского собора Иоанна Неронова.
Когда патриарх Иосиф скончался в 1652 году, новый патриарх Никон, некогда приятель Аввакума, заменил прежних московских справщиков польскими книжниками во главе с Арсением Греком, знавшими греческий язык. Причиной послужила разность подходов к реформе: если Аввакум, Иван Неронов и другие выступали за исправление церковных книг по древнерусским православным рукописям, то Никон собирался сделать это, опираясь на греческие богослужебные книги. Первоначально патриарх хотел взять древние «харатейные» книги, но потом довольствовался итальянскими перепечатками. Аввакум же и другие противники реформы были уверены, что эти издания не авторитетны и имеют искажения. Протопоп подверг точку зрения Никона резкой критике в челобитной царю, написанной им совместно с костромским протопопом Даниилом.

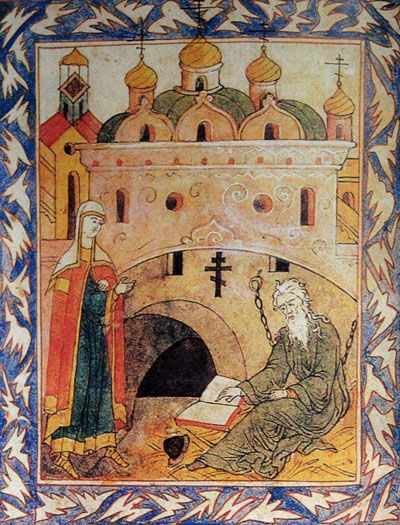
Боярыня Морозова
навещает Аввакума в тюрьме
Миниатюра XIX века

В сентябре 1653 года его бросили в подвал Андроникова монастыря, где он просидел трое суток. Затем ему стали предлагать принять «новые книги», но протопоп не изменил своих убеждений, и патриарх Никон велел расстричь его (лишить сана). Но царь Алексей Михайлович заступился за него и сослал Аввакума в Тобольск.

### Ссылка

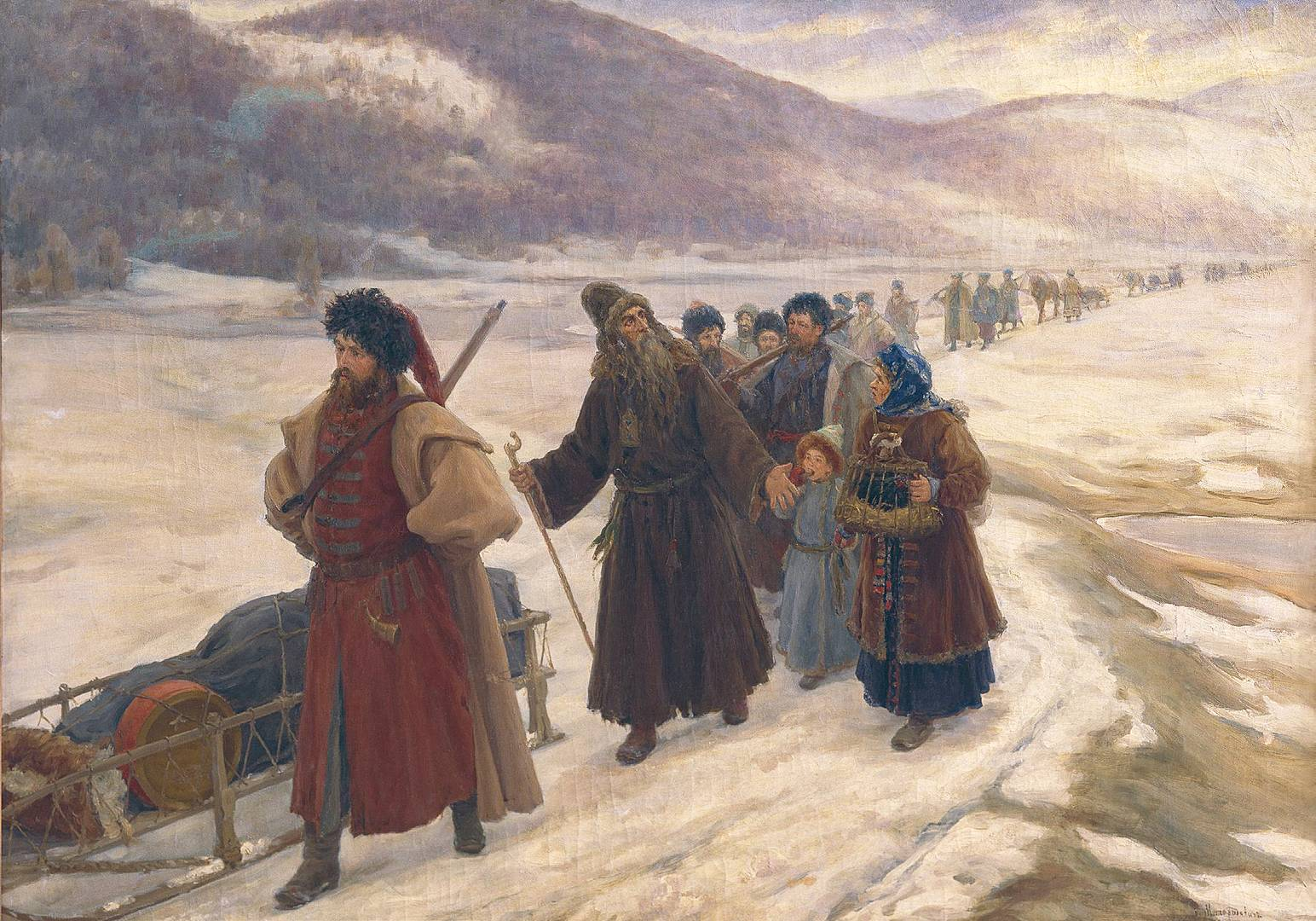
Путешествие Аввакума по Сибири.
С. Д. Милорадович, 1898 год.
Государственный музей истории религии

В Тобольске Аввакум надолго не задержался и вскоре его отправили за Лену. Когда же он приехал в Енисейск, то пришёл из Москвы другой приказ: везти его в Забайкалье с первым нерчинским воеводой Афанасием Пашковым, посланным для завоевания Даурии.
Аввакум сразу же начал находить действия Пашкова неправильными. В ответ тот рассердился и велел сбросить протопопа и его семью с дощаника, на котором тот плыл по Тунгуске. Аввакум не вытерпел и написал Пашкову послание, полное недовольства. Воевода велел привезти к себе протопопа, сначала сам избил его, а затем приказал дать ему 72 удара кнутом и потом бросить в Братский острог.
Сидел Аввакум немало времени в остроге[уточнить]. Затем его перевели на домашний арест. Весной Пашков выпустил протопопа на волю, но и на воле страшно приходилось в диких местах, где Аввакум наравне с остальным отрядом Пашкова пролагал путь: тонули дощаники, бури, в особенности на Байкале, грозили гибелью, много раз приходилось сталкиваться с голодом, от которого умерли его два сына.
Шесть лет провёл Аввакум в Забайкалье, терпя не только лишения ссылки, но и преследования со стороны Пашкова, которого он обличал в разных «неправдах».

### Возвращение в Москву
В 1663 году Аввакума возвратили в Москву. Обратный путь длился три года. Протопоп продолжал критиковать реформы патриарха Никона, к тому времени бывшего в опале. Первые месяцы его возвращения в Москву были временем большого личного торжества Аввакума. Ничто не мешало москвичам, между которыми было много явных и тайных сторонников раскола, чествовать страдальца, по их просьбам возвращённого. Царь Алексей Михайлович показывал расположение к нему, велел его поставить на монастырском подворье в Кремле.
Аввакум — не личный враг Никона, а принципиальный противник церковной реформы. Через боярина Родиона Стрешнева царь посоветовал ему если не присоединиться к реформированной церкви, то, по крайней мере, не критиковать её. Аввакум последовал совету, однако это продолжалось недолго. Вскоре он ещё сильнее прежнего стал критиковать архиереев, введённый вместо принятого на Руси 8-конечного неравносложный 4-конечный крест, исправление Символа веры, троеперстное сложение, партесное пение, отвергать возможность спасения по исправленным богослужебным книгам и даже послал челобитную царю, в которой просил низложить Никона и восстановить старые обряды.
На этот раз царь рассердился, тем более, что челобитную Аввакум, в то время больной, подавал через юродивого Феодора. Алексей Михайлович жаловал Аввакума как человека много страдавшего, но вовсе не как «ересиарха», и когда он из челобитной увидел, что протопоп восстаёт не только против Никона, но против всей вообще существующей церкви, он вновь отправил его в ссылку.
В 1664 году Аввакум был сослан в Мезень, где он продолжал свою проповедь и поддерживал своих приверженцев по всей России, посланиями, в которых именовал себя «рабом и посланником Исуса Христа», «протосинкеллом российской церкви».
В Мезени протопоп пробыл полтора года. В 1666 году он был вновь привезён в Москву, где 13 мая после уговоров на соборе, собравшемся для суда над Никоном, его расстригли и «опроклинали» в Успенском соборе за обедней, в ответ на что он тут же наложил анафему на архиереев. Затем протопопа увезли в Пафнутьев монастырь и там продержали около года.
И после этого не отказывались от мысли переубедить Аввакума, расстрижение которого было встречено большим возмущением и в народе, и во многих боярских домах, и даже при дворе, где у ходатайствовавшей за Аввакума царицы Марии было в его день расстрижения «великое нестроение» с царём. Вновь уговаривали Аввакума уже перед лицом восточных патриархов в Чудовом монастыре, но он стоял на своём.

### Пустозерск

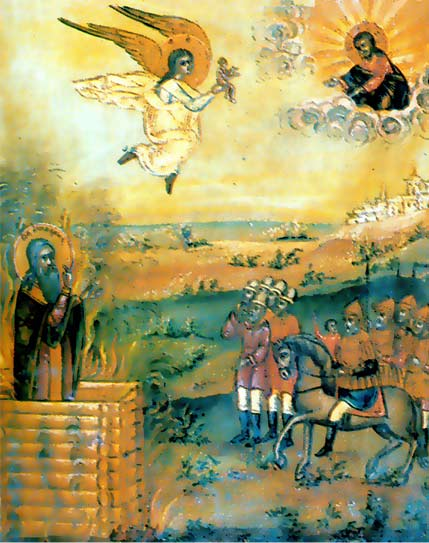
Мученичество Аввакума
старообрядческая икона

В это время его соратников казнили. Аввакум же в 1667 году был наказан кнутом и сослан в Пустозерск на Печоре. При этом ему не вырезали язык, как Лазарю и Епифанию, с которыми он и Никифор, протопоп симбирский, были сосланы в Пустозерск.
14 лет он просидел на хлебе и воде в земляной тюрьме в Пустозерске, продолжая свою проповедь, рассылая грамоты и послания. Наконец, его резкое письмо к царю Фёдору Алексеевичу, в котором он критиковал царя Алексея Михайловича и патриарха Иоакима, решило участь и его, и его товарищей: все они были сожжены в срубе в Пустозерске.

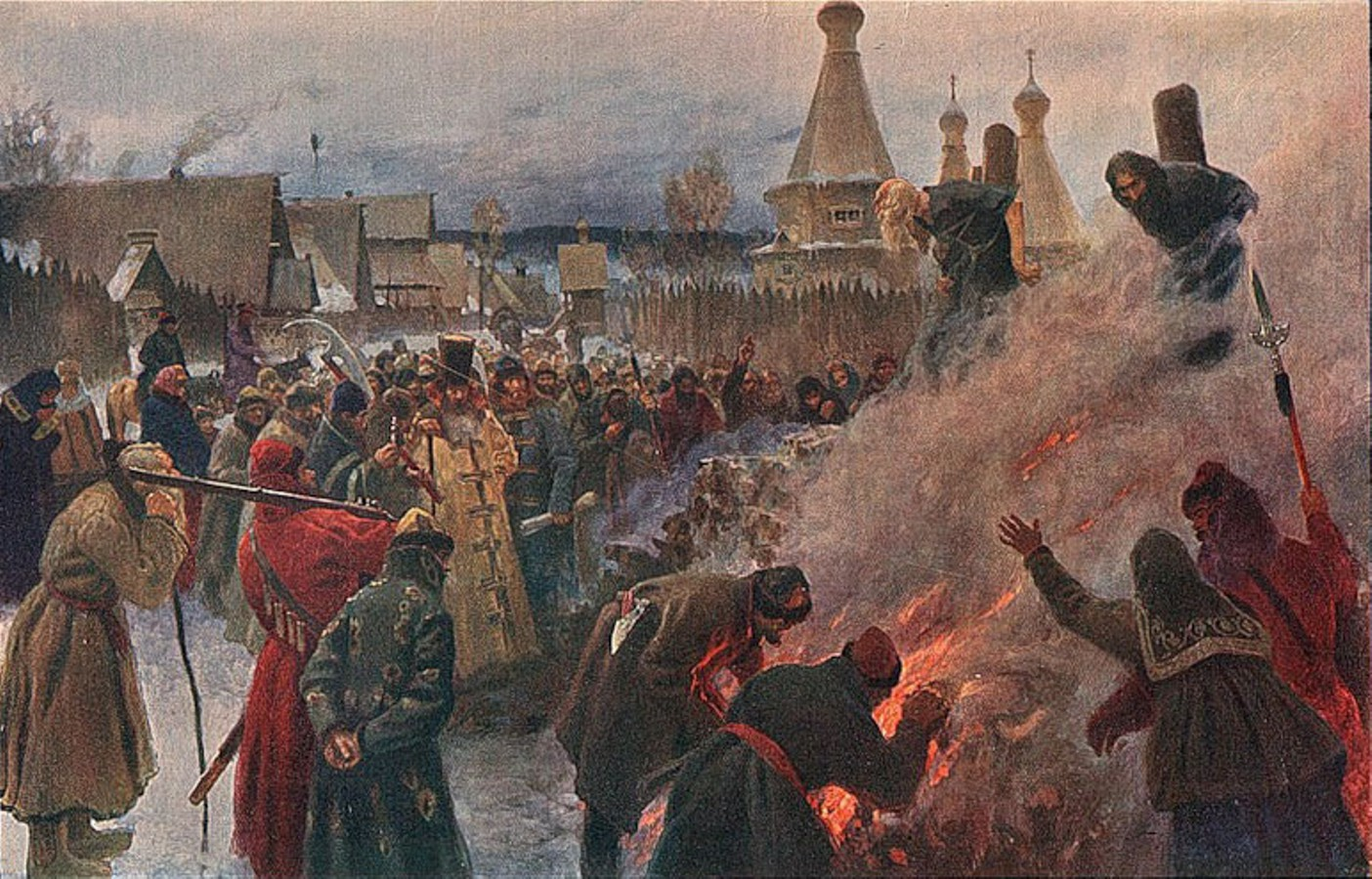
Сожжение протопопа Аввакума
Пётр Мясоедов, 1897 год

Жена Аввакума Настасья Марковна после ареста мужа в 1667 году оставалась с детьми в Мезени. Оттуда через доверенных лиц ей удавалось отправлять передачи мужу в Пустозерск. В 1670 году против неё и двух её старших сыновей были выдвинуты обвинения в пособничестве раскольникам, сыновья были приговорены к повешению, но покаялись, после чего их вместе с матерью заключили в земляную тюрьму и со всех троих было взято письменное заверение о том, что они не являются врагами церкви.
Настасья Марковна была освобождена из заключения лишь в 1693 году, после чего перебралась в Москву, где умерла в 1710 году в возрасте 86 лет.

## Взгляды и наследие
Аввакуму приписывают 43 сочинения — знаменитое «Житие протопопа Аввакума», «Книга бесед», «Книга толкований», «Книга обличений» и другие. Является автором первой развернутой автобиографии на русском языке. До него краткую автобиографию на церковнославянском составил Иона Соловецкий.
Вероучительные взгляды Аввакума Петровича достаточно традиционны, его любимая область богословия — нравственно-аскетическая. Полемическая направленность выражается в критике реформ Никона, которые он ставит в связь с «римской блуднёй» (католичеством).
Бог, по словам Аввакума, незримо сопутствовал страстотерпцу на всех этапах его жизненного пути, помогая наказывать презлых и лукавых. Так, Аввакум описывает, как ненавидевший его воевода отправил ссыльного ловить рыбу на безрыбном месте. Аввакум, желая посрамить его, воззвал ко Всевышнему — и «полны сети напехал Бог рыбы». Такой подход к общению с Богом очень похож на ветхозаветный: Бог, по мнению Аввакума, проявляет пристальный интерес к повседневной жизни страдающих за истинную веру.
Страдания Аввакум принимал, по его словам, не только от гонителей истинной веры, но и от бесов: по ночам они якобы играли на домрах и дудках, мешая священнику спать, вышибали чётки из рук во время молитвы, а то и прибегали к прямому физическому насилию — хватали протопопа за голову и вывёртывали её. Впрочем, Аввакум — не единственный ревнитель старой веры, одолеваемый бесами: пытки, якобы творимые слугами дьявола над иноком Епифанием, духовным отцом Аввакума, были гораздо тяжелей.
Исследователи[кто?] обнаружили весьма сильную зависимость идейного мира Аввакума от святоотеческой и патериковой письменности. В антистарообрядческой литературе нередко обсуждается противоречивый ответ протопопа на вопрос одной своей корреспондентки, сохранившийся в письме, подлинность которого под сомнением, о смутившем её выражении в одном богослужебном тексте о Троице. Это выражение можно было понять так, что в святой Троице различаются три сущности или существа, на что Аввакум отвечал «не бойся, секи несекомое». Эта реплика дала новообрядческим полемистам повод говорить о «ереси» (тритеизм). Впоследствии эти взгляды Аввакума пытались оправдать на Иргизе, так что из таких апологетов выделился особый толк «онуфриевцев». На самом деле взгляды протопопа на святую Троицу не отличались от святоотеческих, что видно из предисловия к «Житию», явно содержащего Афанасьевский Символ веры, исповедующий Единосущную Троицу.
С другой стороны, ряд[кто?] староверческих апологетов вообще категорически отвергает подлинность тех сочинений Аввакума, в которых содержатся спорные догматические суждения, и объявляют таковые «никонианской» подделкой, призванной скомпрометировать священномученика. Смотрите, например, написанную с позиций староверов (беспоповцев Поморской церкви) книгу К. Я. Кожурина — биографию Аввакума в серии «Жизнь замечательных людей».

…Ныне предстал перед нами великим русским человеком, национальным героем, мучеником…
— Б. Кутузов
Светские авторы[кто?] отмечают новаторство его сочинений, называя его родоначальником вольного образного слова, исповедальной прозы.

## Почитание и память

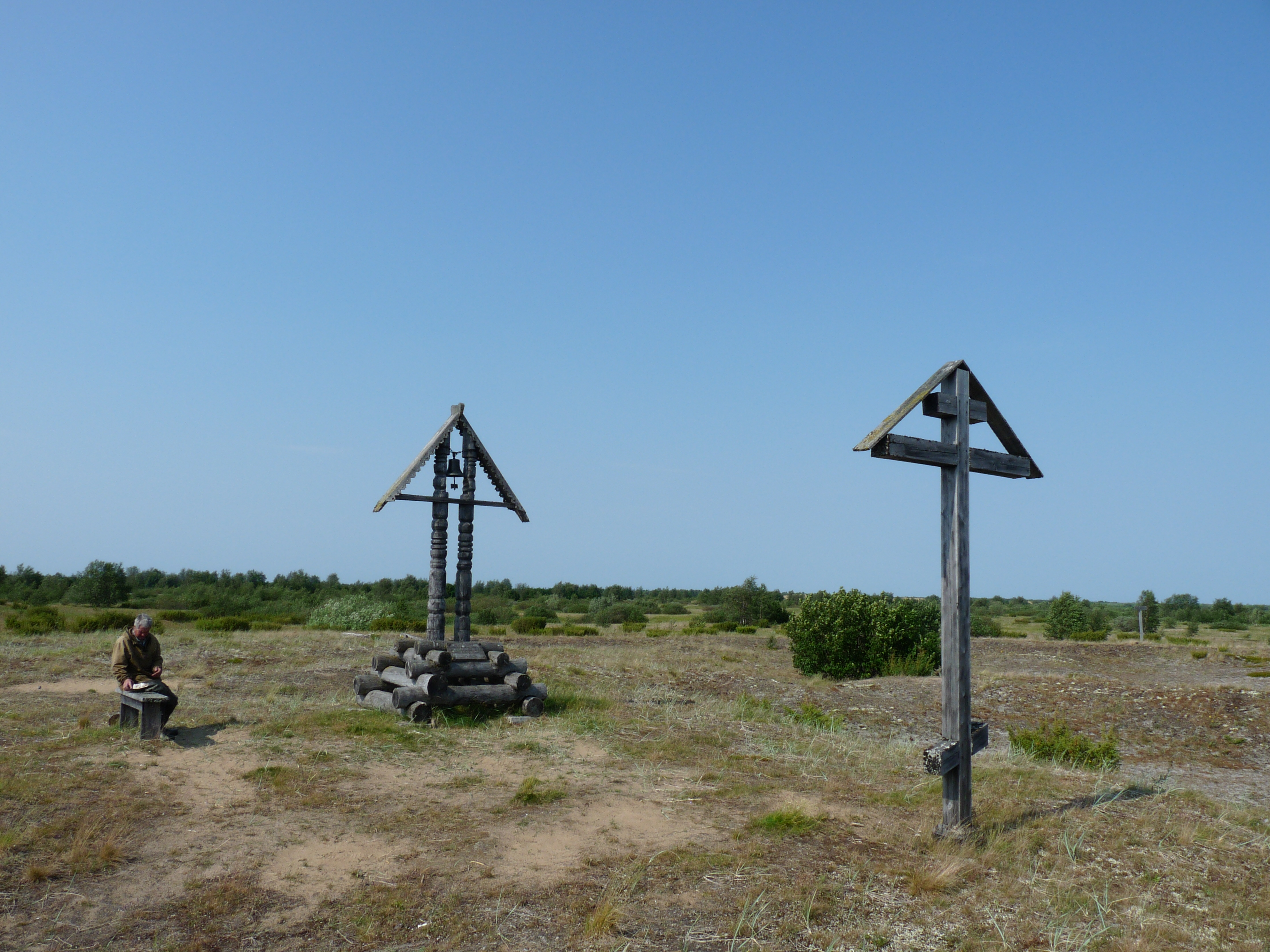
В Пустозерске, на предполагаемом месте сожжения протопопа Аввакума, установлен крест

Аввакум почитается в большинстве[кто?] старообрядческих церквей и общин как священномученик и исповедник.
Официальная канонизация в РДЦ протопопа Аввакума состоялась на Освящённом соборе в 1988 году, в Белокриницком согласии в 1917 году.
В 1922 году епископом Геронтием (Лакомкиным) в Петрограде было основано «Братство имени священномученика протопопа Аввакума» для углубления знаний Священного писания.

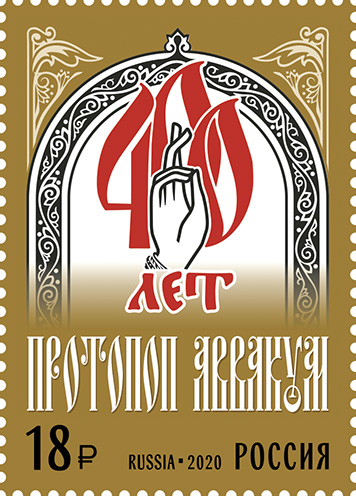
400 лет со дня рождения протопопа Аввакума (1620—1682), религиозного деятеля. Почтовая России марка 2020

В 1924 году «Житие» было переведено на английский язык Еленой Харрисон в сотрудничестве с С. П. Ремизовой-Довгелло и Дмитрием Святополк-Мирским. На французский язык «Житие» было переведено в 1939 году Пьером Паскалем, он же опубликовал исследование о протопопе Аввакуме и сделал 26 мая 1939 года доклад в Обществе друзей русской книги (Париж) «По следам протопопа Аввакума в СССР (1920—1930 годы)».
Отрывки из повествования Аввакума о Сибири были включены в текстовую часть календаря «Воображаемая Сибирь».
К 400-летию со дня рождения протопопа Аввакума произошло несколько событий, увековечивающих память о нём. Почта России выпустила почтовую марку. В июне 2020 года именем протопопа была названа улица в Вахитовском районе Казани. 20 ноября 2020 года в Центральном музее древнерусской культуры и искусства имени Андрея Рублёва торжественно открыта мемориальная доска в память протопопа Аввакума. 15 декабря 2020 года на родине Аввакума в селе Григорово была открыта мемориальная доска в его честь. Так как за 4 века в селе не осталось зданий, связанных с ним, то доску поместили на Доме культуры, в котором в том числе располагается экспозиция, посвящённая Аввакуму. В октябре 2020 года памятник Аввакуму был открыт в центре старобрядчества городе Боровске. 
В 2021 году председатель ОВЦС Московского Патриархата митрополит Иларион (Алфеев) отметил, что «не одобряя многие аспекты его религиозной деятельности, связанные с оправданием раскола, в Русской православной церкви высоко оценивают его значительный вклад в сокровищницу русской национальной культуры. Не без оснований протопопа Аввакума порой называют родоначальником русской авторской прозы».
В ноябре 2022 года в Москве на Рогожской слободе открыли памятник протопопу Аввакуму. Памятник выполнен скульптором Андреем Щербаковым, и представляет собой фигуру Аввакума в полный рост, который правой рукой благословляет верующих, а позади него установлен крест.

## Язык и стиль
Будучи священником, Аввакум Петров большинство своих сочинений писал на церковнославянском языке, однако в некоторые, наиболее полемичные места вкрадывались предложения на русском разговорном.
Филолог Б. А. Успенский указывает на новаторский приём языкового дуализма Аввакума, где вместе с церковнославянским в некоторых местах частично употребляется русский язык для усиления смысла предложения и его воздействия на читателя, в чём Аввакум является новатором (далее разрядкой выделен церковнославянский текст, обычной раскладкой — русский):
Слабоумием объят и лицемерием, и лжею покрыт есм, братоненавидением и самолюбием одеян, во осуждении всех человек погибаю. И мнася нечто быти, а кал и гной есм, окаянной, — прямое говно. Отовсюду воняю — и душею, и телом.
Аввакум переходит в процессе речи с объективной, божественной точки зрения на точку зрения личную, и этот переход обозначается сменой языков. В свою очередь, следствием употребление живой разговорной речи является частый переход Аввакума на обсценную речь, ещё не вполне оформившуюся в мат, но уже имеющую для того времени бранный, грязный смысл:
Адам же и Ева сшиста себе листвие смоковичное от древа, от него же вкусиста, и прикрыста срамоту свою и скрыстася под деревом возлегоста. Проспались, бедные, с похмелья, ано и самим себя сором: борода и ус в блевотине, а от гузна весь и до ног в говнех, голова кругом идет со здоровных чаш.

## Киновоплощения
- Александр Коротков в историческом сериале «Раскол», 2011 год.